# Libburnia
Libburnia ist ein Projekt, welches sich zum Ziel gesetzt hat, eine Sammlung von Programmbibliotheken und Kommandozeilenapplikationen zum Brennen von CDs, DVDs und Blu-ray-Medien zu erstellen.

## Projektüberblick
Libburnia ist der Name eines Projektes, welches sich zum Ziel gesetzt hat, verschiedene Softwarekomponenten zur Plattenaufzeichnung zu entwickeln.
- libisofs ist eine Programmbibliothek zur Erstellung und Modifizierung von ISO 9660-Abbildern.
- libburn ist die unterliegende Programmbibliothek. Diese wird sowohl von xorriso, als auch cdrskin verwendet. Darüber hinaus kann die Bibliothek von Drittanbieter-Applikationen direkt verwendet werden.
- libisoburn ist eine Erweiterung zu libburn und libisofs, welche die eben genannten koordiniert und es ebenfalls ermöglicht, Abbilder von ISO-9660-Dateisystemen auf verschiedene Sitzungen und überschreibbare Medien aufzuteilen.
- xorriso ist eine Kommandozeilenapplikation, die Dateisystemabbilder nach dem ISO-9660-Standard erzeugen, laden und bearbeiten kann, sowie mit Rock-Ridge-Erweiterungen abspeichern kann. Das Paket ist Bestandteil des GNU-Projekts.
- xorrisofs erzeugt ISO9660+Rock Ridge-Abbilder aus lokalen Dateien, optional mit einer Joliet-Verzeichnisstruktur.
- xorrecord schreibt Festplattenabbilder auf physische Geräte.
- cdrskin ist eine Anwendung für Endbenutzer. Diese wird ausschließlich über die Kommandozeile gesteuert. Die verwendete Syntax ist in den meisten Fällen zu der von cdrecord identisch, um zu ermöglichen, das Programm als direkten Ersatz für existierende Frontends zu verwenden.[1]

## GNU xorriso
Xorriso steht für X/Open, Rock Ridge ISO und ist die primäre Kommandozeilenapplikation von libburnia. Diese erlaubt sowohl die Erstellung als auch (in einigen Fällen) die Aktualisierung von Image-Dateien, sowie das direkte Brennen auf entsprechende Hardware.
xorriso copies file objects from POSIX compliant filesystems into Rock Ridge enhanced ISO 9660 filesystems and allows session-wise manipulation of such filesystems. It can load the management information of existing ISO images and it writes the session results to optical media or to filesystem objects. Vice versa xorriso is able to copy file objects out of ISO 9660 filesystems.
GNU xorriso bietet sowohl eine Kommandozeilenumgebung für einzelne Vorgänge als auch auf GNU Readline und Dialog basierende Benutzeroberflächen.

## Verwendung

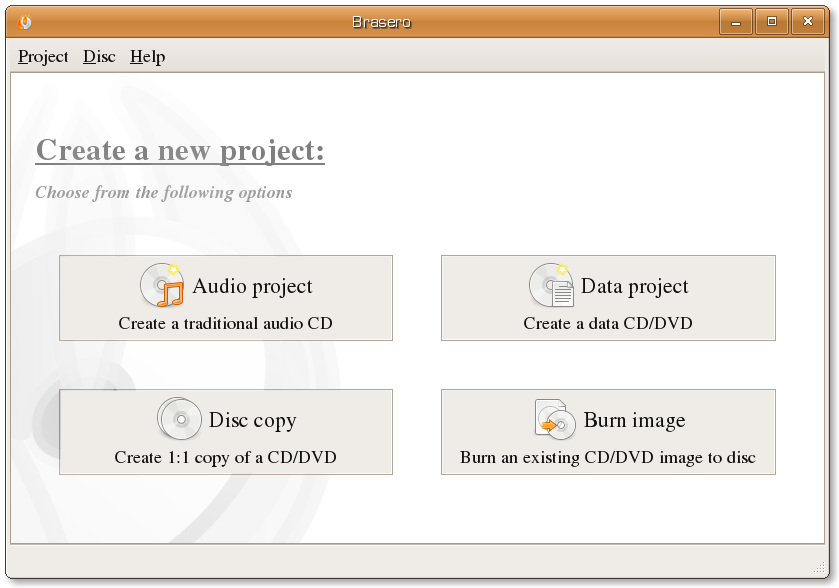
Screenshot von Brasero

- Die unterliegende Bibliothek libburn wird direkt als einziges Aufnahme-Backend für die Xfce-Applikation Xfburn verwendet[3], welche seit Version 10.10 Bestandteil der Standardinstallation von Xubuntu ist.[4]
- Brasero, die Standardanwendung zur Erstellung von Abbildern unter GNOME, kann libburn direkt verwenden, ohne hierfür auf die cdrecord-Kompatibilität von cdrskin zurückgreifen zu müssen.[5]
- FlBurn ist eine FLTK-Applikation, welche libburn direkt verwendet.[6]
- cdrskin ist ähnlich zu cdrecord und wodim und kann anstelle der genannten Programme in grafischen Benutzeroberflächen, wie beispielsweise K3b verwendet werden.[7]

## Geschichte
Die erste veröffentlichte Version (libburn-0.2.2) wurde im September 2006 herausgegeben.
Die derzeitige stabile Version ist 1.5.4, welche am 30. Januar 2021 veröffentlicht wurde.

## Funktionalitäten
- Löschen/Formatieren von CD-RW DVD-RW, DVD+RW, DVD-RAM, BD
- Brennen von Daten- oder Audiotracks auf CD, entweder mithilfe des vielseitig verwendbaren Track-at-Once-Modus (TAO) oder als Session-at-Once-Modus für lückenlose Tracks.
- Verwendung von verschiedenen Sessions auf CD (nachfolgende Sessions nur im TAO-Modus) oder auf DVD-R[W] (im inkrementellen Modus) oder auf DVD+R.
- Einzelne Sessions auf DVD-RW oder DVD-R (Disk-at-once) oder auf überschreibbaren DVD+RW, DVD-RW, DVD-RAM, BD-RE.
- Bus-Scan, burn-free, Geschwindigkeitsoptionen, Abrufen von Medieninformationen, Padding, Fifo.
- Funktionsfähigkeit mit SATA-DVD-Laufwerken.
- Schreibzugriff auf Festplatten-Abbilder.
- Verwendung von UNIX-Gerätepfaden (/dev/hdX) unter Linux
- Keine Notwendigkeit zur Verwendung höherer Super-User-Rechte im täglichen Gebrauch.[8]